# Tony Rivera
Tony Rivera est un artiste de layout américain. Il a travaillé pour de nombreux studios dont les studios Disney, Hanna-Barbera Productions ou DePatie-Freleng Enterprises.

## Filmographie
- 1937 : Blanche-Neige et les Sept Nains, animateur
- 1959 : Quick Draw McGraw série télé
- 1960 : Mister Magoo (2 épisodes)
- 1960-1961 : Roquet belles oreilles série télé (plusieurs épisodes)
- 1961 : Yogi l'ours (The Yogi Bear Show) série télé (plusieurs épisodes)
- 1965 : The Man from Button Willow (en)
- 1964-1965 : Linus! The Lion Hearted (3 épisodes)
- 1966 : The Super 6 série télé
- 1967 : Super President série télé
- 1969 : Hot Wheels (16 épisodes)
- 1970 : Doctor Dolittle (1 épisode)
- 1970 : The Phantom Tollbooth
- 1972 : The Houndcats série télé
- 1973 : B.C.: The First Thanksgiving (télé)
- 1974 : The Nine Lives of Fritz the Cat
- 1975 : Forty Pink Winks
- 1975 : Pink Elephant
- 1975 : The Scarlet Pinkernel
- 1975 : It's Pink)But Is It Mink?
- 1976 : Pink Piper
- 1976 : Mantalo (Jabberjaw) (16 épisodes)
- 1976 : The Scooby-Doo/Dynomutt Hour (16 épisodes)
- 1976 : The Mumbly Cartoon Show série télé
- 1977 : Therapeutic Pink
- 1977 : Momo et Ursul (The Great Grape Ape Show) série télé
- 1979 : Casper and the Angels série télé
- 1980 : The Richie Rich/Scooby-Doo Show série télé